# Warszawa Anin
Warszawa Anin – przystanek osobowy PKP PLK obsługiwany przez Koleje Mazowieckie. Jest położony na terenie warszawskiego Wawra przy ul. Patriotów i ul. Wydawniczej.

## Przewoźnicy
| Przewoźnik | Linia | Trasa |
| ---------- | ----- | --- |
| SKM        | S1    | Otwock – Warszawa Falenica – Warszawa Anin – Warszawa Wawer – Warszawa Wschodnia – Warszawa Śródmieście – Warszawa Zachodnia – Warszawa Ursus – Pruszków    |
| KM         | R7    | Warszawa Zachodnia – Warszawa Śródmieście – Warszawa Wschodnia – Warszawa Wawer – Warszawa Anin – Warszawa Falenica – Otwock – Celestynów – Pilawa – Dęblin |

## Opis
Przystanek składa się z jednego wysokiego peronu wyspowego, z dwoma krawędziami peronowymi.
Na północnej głowicy peronu, przy wejściu na przystanek, znajduje się niewielki murowany budynek dawnej kasy biletowej oraz przejście naziemne po torach. Można nim wejść na peron od ul. Patriotów (na wysokości ul. Lucerny) z jednej strony torów oraz od ul. Wydawniczej po drugiej stronie torów.

## Ruch pasażerski[1]
| Rok  | Wymiana pasażerska na dobę |
| ---- | -------------------------- |
| 2017 | 2100                       |
| 2018 | 1700                       |
| 2019 | 2000                       |
| 2020 | 1100                       |
| 2021 | 1200                       |
| 2022 | 1500                       |
| 2023 | 1200                       |

## Dojazd
Do przystanku można dojechać autobusami Zarządu Transportu Miejskiego wysiadając na przystanku PKP Anin.